# Parral
Parral je město v chilské provincii Linares v regionu Maule, asi 400 km jižně od Santiaga de Chile. Založil jej v roce 1795 Ambrosio O'Higgins, místokrál peruánský. Původně se jmenovalo Villa Reina Luisa del Parral na počest Marie Luisy Parmské, španělské královny.
Narodil se zde Pablo Neruda, držitel Nobelovy ceny za literaturu za rok 1971.
V samotném městě žije přes 26 tisíc obyvatel, jedná se tak po Linaresu o druhé největší město v této provinci. V přilehlých venkovských oblastech kolem města pak žije dalších asi 11 tisíc obyvatel.